# Блохінцев Дмитро Іванович
Дмитро́ Іва́нович Блохі́нцев (11 січня 1908, Москва — 27 січня 1979, Дубна) — радянський фізик-теоретик, член-кореспондент АН СРСР (з 1958), член-кореспондент АН УРСР (з 1939), член КПРС з 1943.

## Життєпис
Народився в Москві. З 1956 — директор Об'єднаного інституту ядерних досліджень.
Праці Блохінцева присвячені теорії твердого тіла, оптики, акустики, теорії поля, різним явищам у напівпровідниках, квантовій механіці, теорії елементарних частинок. Блохінцеву вдалося одержати загальний розв'язок рівняння для поширення звуку в неоднорідному середовищі. Створив першу квантову теорію фосфоресценції.
Написав підручник для університетів «Основи квантової механіки». Блохінцев провів велику науково-дослідну й організаторську роботу як керівник будівництва першої у світі атомної електростанції АН СРСР.

## Нагороди
- Сталінська премія, 1952
- Ленінська премія, 1957